# بونان
البونان هم مجموعة عرقية صينية يدين شعبها بالإسلام في المرتبة الأولى وكذلك البوذية التبتية